# ماریو ده نورونیا
ماریو ده نورونیا (پرتغالی: Mário de Noronha; ۱۵ ژانویهٔ ۱۸۸۵ – ۹ ژوئیهٔ ۱۹۷۳) شمشیرباز اهل پرتغال بود.
وی در مسابقات کشوری و بین‌المللی در مجموع برندهٔ ۱ مدال برنز شده‌است.